# Epilobium hohuanense
Epilobium hohuanense är en dunörtsväxtart som beskrevs av Shao Shun Ying. Epilobium hohuanense ingår i släktet dunörter, och familjen dunörtsväxter. Inga underarter finns listade i Catalogue of Life.